# اکن موزل
اکن موزل (به فرانسوی: Achen, Moselle) یک کمون در فرانسه است که در Canton of Rohrbach-lès-Bitche واقع شده‌است.

## خصوصیات
اکن موزل ۱۲٫۱۲ کیلومترمربع مساحت و ۱٬۰۰۹ نفر جمعیت دارد و ۲۵۵ متر بالاتر از سطح دریا واقع شده‌است.